# 蒋州 (北宋)
蒋州，中国北宋时设置的羁縻州。
唐朝设置羁縻州姜州。北宋改姜州置蒋州，为羁縻州，为黔州所领诸羁縻州之一。治所在今贵州省凯里市西北。《贵州府志》卷四《沿革表序》：“姜、敦二州在今云南界中”，之后废除蒋州。一说蒋州即奖州。